# Fresku
Roy Michael Reymound (Eindhoven, 26 oktober 1986), beter bekend onder zijn artiestennaam Fresku, is een Nederlandse rapper, acteur en cabaretier.
Fresku bracht eind 2008 het nummer Brief aan Kees uit, gericht aan Kees de Koning, de baas van het nederhoplabel Top Notch. De Koning kreeg het nummer te horen, waarna Fresku in 2009 een contract kreeg. Dat jaar won hij de State Award voor Rookie of the Year, waarna hij in 2010 zijn debuutalbum Fresku uitbracht. Dat album kreeg de titel van Beste Album bij de State Awards 2010. Tegelijkertijd maakte Fresku samen met regisseur en vriend Teemong korte video's, die zij op YouTube plaatsten. Fresku speelde daar vaak de hoofdrol in en werd bekend met het personage Gino Pietermaai.
Zijn tweede album genaamd Maskerade kwam uit in 2012 en won tevens de State Award voor Beste Album. Daarnaast werd Fresku zelf verkozen tot Beste Artiest van 2012. Zijn derde album Nooit Meer Terug verscheen in 2015. Fresku had het gevoel dat hij niet alles kwijt kon met muziek en debuteerde in 2016 als cabaretier in zijn one-man show Welkom bij de Fresku Show.
In 2018 nam hij een track op voor zijn pasgeboren zieke zoontje Rayaan. Dit nummer maakte hij samen met Janne Schra.

## Biografie

### Jeugd en begin carrière
Roy Reymound werd geboren in Eindhoven uit een Nederlandse moeder en een Curaçaose vader. Op zijn zevende werd hij samen met zijn zus naar Curaçao gestuurd, waar ze bij hun vader gingen wonen. Op Curaçao moest hij wennen en kon hij zijn draai niet vinden op school. De jonge Fresku miste zijn moeder, waardoor hij ging eten van de stress. Dit zorgde ervoor dat hij werd gepest op zijn school.
Op zijn veertiende begon hij met rappen en gaf zichzelf de rapnaam Fresku, dat Papiaments is voor 'brutaal'. Het begon als een grap, maar beetje bij beetje werd het steeds serieuzer. Hij schreef eerst in het Engels omdat hij vond dat de Nederlandse taal niet goed bij rap paste. Hij werd echter geïnspireerd door de Nederlandse rapgroep Opgezwolle om wel in het Nederlands te gaan schrijven. Begin 2006 was Fresku aanwezig bij een open mic-sessie georganiseerd door rapper Karimineel. Karimineel daagde rappers uit om op het podium te komen, waarna Fresku zijn kans pakte. Hij wist Karimineel te overtuigen, die hem vervolgens onder zijn hoede nam. Samen met producer en filmmaker Teemong vormden ze de rapgroep Zwarte Schapen.
In diezelfde periode maakten Fresku en Teemong korte filmpjes en sketches en plaatsten deze op YouTube. Populair werd vooral Fresku's typetje Gino Pietermaai, een dommige 'stereotiepe Antilliaan' die zich bezighoudt met rappen en kattenkwaad. Gino Pietermaai debuteerde in mei 2008 in de video De Oude Bok, waarin hij de toezichthouder van het bejaardentehuis De Oude Bok speelt.

### 2008-09: Doorbraak
Eind 2008 maakte Fresku een track getiteld Brief aan Kees. Het nummer is een 'muzikale open brief' gericht aan platenbaas Kees de Koning van het label Top Notch. Rapper Sticks (ex-Opgezwolle) liet het nummer aan De Koning horen. Deze was onder de indruk van Fresku's talent en nam contact met de rapper op. Binnen 24 uur nadat het nummer online was verschenen, kreeg Fresku een belletje van De Koning.
Fresku bracht vervolgens in maart 2009 het nummer Twijfel uit. Hierin heeft hij het over al zijn twijfels en over het feit dat hij met Gino Pietermaai inmiddels bekender was geworden dan de rapper Fresku. Een week later verscheen de Zwarte Schapen-mixtape Horen, Zien en Strijden vol. 1. Voor het nummer Blijf Gewoon Jezelf werd een videoclip opgenomen. Ook debuteerde Gino Pietermaai als host op de TopNotch Extravaganza Mixtape vol 2. Als klap op de vuurpijl tekende Fresku in april 2009 een contract bij het nederhoplabel Top Notch.
Zijn tweede single Ik Ben Hier met Neenah kwam uit in november 2009. Het nummer, dat gaat over zijn jeugd op Curaçao, ging vergezeld van een videoclip van Teemong. Tijdens de State Awards 2009 viel Fresku in de prijzen. Hij werd verkozen tot Rookie of the Year en zijn nummer Twijfel werd verkozen tot beste single en won de Lijn5 Award voor beste tekst.

### 2010-11: Debuutalbum en het witte doek
In april 2010 bracht Fresku bij Top Notch zijn titelloze debuutalbum uit, waarvan ook een limited edition verscheen. Het album werd goed ontvangen en er verschenen in totaal vijf videoclips: de al eerder verschenen clips van Twijfel en Ik Ben Hier samen met Neenah, en hieraan toegevoegd Kutkop (2010), Nieuwe Dag (2010) en Alleen (2011). Op zijn album besprak hij onder andere de problematiek rondom Antilliaanse Nederlanders, maar ook de luchtigheid en humor van Gino Pietermaai kwam langs.
Eind 2010 maakte hij tevens zijn debuut op het witte doek door de kleine rol van vuilnisman te spelen in de Nederlandse film New Kids Turbo. 
Bij de State Awards 2010 werd Fresku wederom genomineerd. Hij won de prijs voor het beste album met zijn debuut Fresku en de prijs voor beste clip met de single Kutkop, geregisseerd door Teemong. Daarnaast was hij genomineerd in de categorie Beste Artiest, maar die prijs ging naar de rapper Hef. Zijn debuutalbum werd vervolgens genomineerd voor de 3VOOR12 Award 2010 voor beste album.
In 2011 verscheen Fresku's tweede compilatiealbum Fresh 2 op het internet. Het album bestaat uit negentien veelal eerder verschenen nummers, waaronder een versie van Verslaafd en De Clown. Dit laatste nummer kwam voort uit Fresku's deelname aan het TROS-programma Ali B op volle toeren. Hij werd hierbij gekoppeld aan Ben Cramer en volgens de formule van het programma moest Kramer een nieuwe versie uitbrengen van Fresku's bekendste nummer Twijfel (2009) en ging de rapper met Ali B en Brownie Dutch aan de slag met De Clown uit 1971. Op Fresh 2 staat echter een versie van het nummer waar Ali B niet op te horen is. Ook Na Du Show, dat al eerder verscheen op Kempi's Het Testament van Zanian Adamus, is te beluisteren op het album.

### 2012-13:Maskeradeen#Kansloos
Fresku's tweede album Maskerade kwam uit op 11 mei 2012. Dit ging gepaard met de release van een mockumentary over het productieproces van het album, genaamd Fresku 2.0. Het was een nepdocumentaire, waarin Fresku liet zien dat hij een andere kant op was gegaan met zijn muziek. Experimentele producties en teksten moesten de kijkers in de maling nemen. Hierin is onder meer stadgenoot Theo Maassen te zien, die ook meewerkte aan (de videoclip van) het nummer Hedde Druksop.  Op 21 mei 2012, aan het einde van de presentatie van Maskerade in poppodium de Effenaar in Eindhoven, vroeg Fresku zijn vriendin Lieke de Boer ten huwelijk. 
In 2012 deed Fresku mee aan het project om nieuwe versies van de grootste hits van de Nederlandse popband Doe Maar te maken. Hij maakte een nieuwe versie van het nummer Pa uit 1983. Bij het nummer werd een videoclip geschoten.
In november van dat jaar pakte hij op de State Awards 2012 de prijs voor beste artiest en voor beste album. Daarnaast werd hij genomineerd in de categorie Beste Live-act. Zijn album Maskerade stond tevens op de lijst van beste albums van 2012 volgens 3voor12.
Met zijn personage Gino Pietermaai kreeg hij in 2012 een rubriek in het televisieprogramma #Kansloos van Veronica. In het programma bespreekt Gino de De 10 Gino Geboden, waarin hij vertelt hoe je moet leven om Gino te zijn. Een jaar later kreeg Gino weer een rol in het programma. Dit keer besprak hij de problemen van de kijkers in de rubriek Dr. Gino. Daarnaast introduceerde Fresku eind 2013 zijn nieuwe personage Willy Keurig, een conservatieve Nederlander die het moeilijk heeft met de veranderingen in de Nederlandse maatschappij.
Samen met kunstenaar Tijs Rooyakkers werkte Fresku in 2013 aan het kunstproject Supertoll!. Op een grote houten tol van planken schreef Fresku al zijn persoonlijke overdenkingen. Daarnaast kwam het nummer Wilskracht uit met een videoclip van het kunstwerk. In 2013 sprak Fresku daarnaast stemmen in voor de korte animatiefilm MUTE.

### 2014: YouTube video's met Teemong
In 2014 bracht Fresku geen muziek uit, maar stond wel op de EP Monster van Miggs de Bruijn met een gastoptreden op het nummer Leef Mijn Droom. Hij richtte zich meer op YouTube video's met zijn partner Teemong. Ook had hij een gastrol in de televisieserie Smeris in de aflevering Goochelen, waarin hij de rol van Daryl speelde.

### 2015: Derde albumNooit Meer Terug
Begin 2015 werd het bekend dat Fresku een nieuw album ging uitbrengen. In mei kwam de eerste single Ik Wil uit, waarna in juli de tweede single Kreeft in samenwerking met MocroManiac uitkwam. In september 2015 kwam Fresku's derde album Nooit Meer Terug uit. Op dit album werkte hij onder andere samen met Ronnie Flex, MocroManiac en Braz. Het album werd door 3voor12 genomineerd voor het beste album van 2015. De prijs ging echter naar Hunee.
Met de derde single Zo Doe je Dat haalde Fresku uit naar de heersende blanke muziekcultuur in Hilversum. De track zorgde voor een discussie in de media. In de videoclip van het nummer verandert hij van donkere rapper naar blanke gitarist met een blonde pruik. De vierde single was het nummer Nooit Goed, wederom in samenwerking met MocroManiac. 
In september zette hij het nummer Angst online, dat alleen op de fysieke versie van het album stond. Het nummer gaat over de angst in de wereld tijdens de vele terroristische aanslagen. Ook stond hij dat jaar op het album Levensles van Lijpe met het nummer Alles voor Me en op het album Horen, Zien & Schrijven van U-Niq met het nummer Ellende.

### 2016-17: CabaretvoorstellingWelkom bij de Fresku Show
Begin 2016 deed Fresku mee aan het programma 24 uur met..., waarin hij openhartig over zijn leven vertelde.
In mei 2016 werd het bekend dat Fresku het theater in ging met zijn one-man cabaretvoorstelling Welkom bij de Fresku Show. Hij speelde de eerste maanden in kleine theaters voor de try-outs, om vervolgens in november groots in première te gaan met een theatertour door het hele land. Er stonden zo'n zeventig shows op de planning. Het was een voorstelling met muziek, humor en verhalen. De show ging over de tweestrijd van Fresku, een Antilliaan en Eindhovenaar met Brabantse humor. Muziek en rap werd onder andere afgewisseld door zijn personages Gino Pietermaai en Willy Keurig.
Op 18 november ging de voorstelling in première in het Parktheater Eindhoven. Bij de première was hij zo zenuwachtig dat hij de show twee maal moest stil leggen om te aarden. Vervolgens stond hij tot maart 2017 onder andere in de Stadsschouwburg Utrecht, de Amsterdamse Kleine Komedie en het Luxor Theater in Rotterdam.

## Prijzen en nominaties
| Jaar | Prijs         | Categorie          | Muziek           | R   |
| ---- | ------------- | ------------------ | ---------------- | --- |
| 2009 | State Awards  | Rookie of the Year |                  | Win |
| 2009 | State Awards  | Beste Single       | Twijfel          | Win |
| 2009 | State Awards  | Lijn5 Award        | Twijfel          | Win |
| 2010 | State Awards  | Beste Artiest      |                  | Nom |
| 2010 | State Awards  | Beste Album        | Fresku           | Win |
| 2010 | State Awards  | Beste Clip         | Kutkop           | Win |
| 2010 | 3VOOR12 Award | Beste Album        | Fresku           | Nom |
| 2011 | 3FM Awards    | Beste Hiphop       |                  | Nom |
| 2012 | State Awards  | Beste Artiest      |                  | Win |
| 2012 | State Awards  | Beste Album        | Maskerade        | Win |
| 2012 | State Awards  | Beste Live-act     |                  | Nom |
| 2012 | 3VOOR12 Award | Beste Album        | Maskerade        | Nom |
| 2013 | State Awards  | Beste Live-act     |                  | Nom |
| 2013 | 3FM Award     | Beste Hiphop       |                  | Nom |
| 2015 | 3VOOR12 Award | Beste Album        | Nooit Meer Terug | Nom |
| 2016 | 3FM Award     | Beste Hiphop       |                  | Nom |
| 2016 | Edisons       | Hiphop             | Nooit Meer Terug | Nom |

Song van het Jaar (3voor12)
- 2012 - nr. 89 Hedde Druksop[27]
- 2015 - nr. 77 Kreeft (met MocroManiac)[28]

## Discografie

### Albums
Studioalbums
- Fresku (2010)
- Maskerade (2012)
- Nooit Meer Terug (2015)
- In Het Diepe (2019)
- In de Lucht (Deel 1) (2021)
- Leren Leven (2024)

Samenwerkingen
- Juice (met MocroManiac) (2017)[29][30]

met Zwarte Schapen
- Horen, Zien en Strijden vol. 1 (2009)

Hitnotering
| Jaar | Album            | 100 | weken | 200 | weken |
| ---- | ---------------- | --- | ----- | --- | ----- |
| 2010 | Fresku           | 21  | 4     | -   | -     |
| 2012 | Maskerade        | 7   | 6     | -   | -     |
| 2015 | Nooit Meer Terug | 3   | 9     | 31  | 6     |

### Nummers
Losse tracks
- 2007 - Ziekuh Zuiduh (met Poast & Stripe)
- 2007 - Slavengedrag
- 2008 - Waar Ik Voor Vecht (met Debrah Jade)
- 2008 - Nederland
- 2008 - Verschillende Draadjes
- 2008 - Tijd Voor Tolerantie (met Salim, Rockstar & Fuji)
- 2008 - Vrijheid
- 2009 - Punt Uit
- 2010 - Luchtigheid (met Shock-N-Surprise)
- 2010 - Jongens Remix (met Lucky Fonz III)
- 2011 - Brief Aan Kees (part II) (met Kempi)
- 2011 - Zwarte Piet
- 2012 - Dankbaar - (Cover Emeli Sandé)
- 2013 - Omgekeerde Wereld
- 2013 - Wilskracht
- 2013 - Vrolijk Kerstfeest
- 2017 - Als Ik Drop
- 2018 - Mijn Zoon (met Janne Schra)
- 2018 - Laatste Van Mijn Soort
- 2018 - Arme Zielen
- 2019 - Moeiteloos (met Shadi)
- 2019 - Canon (met Zondag met Lubach)
- 2020 - Eind Hoger
- 2022 - Onbegrepen
- 2023 - Draai Terug De Tijd (ft. Jennie Lena)
- 2023 - Ruimteschip

Als Zwarte Schapen (met Kareemineel)
- 2009 - Fantastic 4 (met Paramocro & Naffer)
- 2009 - Beesten (met Zwart Licht)

### Samenwerkingen
Gastoptredens
| Jaar | Titel                                                              | Album                                   |
| ---- | ------------------------------------------------------------------ | --------------------------------------- |
| 2010 | Niet Perfect (met El Stylo, Kempi, DJ MP)                          | El Stylo - Roze staat je goed           |
| 2011 | Na Du Show (met Kempi)                                             | Kempi - Het Testament van Zanian Adamus |
| 2011 | Strijd in Mezelf (met Per.Verz)                                    | Per.Verz - Uit de Schaduw               |
| 2011 | Open Boek (met R. Kay & Kempi)                                     | R. Kay - Drop de Bagage                 |
| 2012 | Spraakwaterval 2010 (met Extince, Rocks & Gers Pardoel)            | Extince - De Winnaar Houdt Aan          |
| 2012 | Lot (met Braz)                                                     | Braz - De Reportage van een Zonderling  |
| 2012 | Geschiedenis - Toekomst (met Bolle Tim & Presto)                   | Presto - Arbeider's Klasse              |
| 2014 | Leef Mijn Droom (met Miggs de Bruijn)                              | Miggs de Bruijn - Monster               |
| 2015 | Alles voor Me (met Lijpe)                                          | Lijpe - Levensles                       |
| 2015 | Ellende (met U-Niq, MocroManiac & Rothjeman)                       | U-Niq - Horen, Zien & Schrijven         |
| 2017 | Testosteronbommen (met Braz, Pietju Bell, Killer Kamal & San Holo) | Braz - Brazpark                         |
| 2018 | Loyaal Zijn (met MocroManiac)                                      | MocroManiac - Maniac                    |
| 2018 | Blond & Blauw (met Winne & Derek Otte)                             | Winne - ODZ                             |
| 2019 | Canon (met Arjen Lubach)                                           |                                         |

Losse gastoptredens
- 2011 - Verslaafd (Ali B ft. Fresku & Winne)

Verzamelalbums
| Jaar | Titel                                              | Album                             |
| ---- | -------------------------------------------------- | --------------------------------- |
| 2009 | Cent Op Zak (met Salah Edin & Kleine Jay)          | Puna.nl Propaganda mixtape        |
| 2009 | Binnevetter (Remix) (met Winne, Akwasi & Typhoon)  | Top Notch Extravaganza vol. 3     |
| 2009 | Punt Uit                                           | Top Notch Extravaganza vol. 3     |
| 2009 | Twijfel                                            | Top Notch Extravaganza vol. 3     |
| 2009 | Ik Ben Hier (met Neenah)                           | Top Notch Extravaganza vol. 4     |
| 2010 | Stappenplan (met Gikkels)                          | Puna.nl Rode Terreur mixtape      |
| 2010 | Binnevetter (Remix) (met Winne, Akwasi & Typhoon)  | Fakkelteitgroep vol. 1            |
| 2011 | Lang Genoeg Geduurd (met R.Kay & Shock-n-Surprise) | Zieke Zuiden mixtape              |
| 2011 | De Clown (met Ali B)                               | #ABOVT                            |
| 2012 | Pa (met Doe Maar)                                  | Doe Maar - Versies / Limmen Tapes |

## Personages

### Gino Pietermaai
Samen met Teemong creëerde Fresku het personage Gino Pietermaai. Het personage werd in 2008 geïntroduceerd in de video De Oude Bok, waar Gino Pietermaai de toezichthouder is van een bejaardentehuis genaamd De Oude Bok. Gino is een komisch typetje die een 'stereotiepe Antilliaan' moet voorstellen. Hij houdt zich bezig met rappen, vrouwen, drugs en geld.
Het personage werd bekend en vervolgens gevraagd voor commerciële doelen, zoals de promotie van de State Awards 2009. Dat jaar debuteerde Gino tevens als host voor de TopNotch Extravaganza Mixtape vol. 2. In 2012 verscheen Gino voor het eerst op de nationale televisie. In het programma #Kansloos van Veronica besprak Gino in tien afleveringen de De 10 Gino Geboden, waarin hij iedere aflevering een les gaf in hoe te leven als Gino. In 2013 keerde hij terug als Dr. Gino om professioneel advies te geven op de kijkers hun problemen. In Fresku's cabaretshow Welkom bij de Fresku Show komt Gino ook meerdere malen voor.
Televisie programma's
- #Kansloos - De 10 Gino Geboden (2012, 10 afleveringen, Veronica)[18]
- #Kansloos - Dr. Gino (2013, 10 afleveringen, Veronica)[18]

Theatershows
- Welkom in de Fresku Show (2016-18)[26]

YouTube video's
- De Oude Bok (2008)
- Gino & Ferdi: Kerst Special (2008)
- De Oude Bok 2 (2009)

YouTube Reportages
- Gino Pietermaai: Niks Laten Merken van Merken (2011)
- Gino Pietermaai vs Remy Bonjasky (2012)

Videoclips
- Gino Pietermaai - Terug (2011)

Overige
- Gastoptreden in Gikkels - Gekkigheid (2008)[21]
- Host van de mixtape TopNotch Extravaganza vol. 2 (2009)[33]
- Promotievideo's voor de State Awards 2009 (2009)[21]
- Gino Pietermaai videoclip teaser (2011)[21]

### Willy Keurig
Het tweede personage dat Fresku creëerde was Willy Keurig, een blanke man uit Noord-Brabant. Willy is conservatief en heeft het moeilijk met de veranderingen in de Nederlandse maatschappij. Hij wordt ook wel bestempeld als volkse racist. Teemong en Fresku presenteerden Willy eind 2013 in een YouTube video toen de Zwarte Pieten-discussie op gang kwam. Willy is pro-Zwart Piet en laat zich hier over uit. Willy Keurig kwam ook voor in Fresku's cabaretshow Welkom bij de Fresku Show.
Theatershows
- Welkom in de Fresku Show (2016-18)[26]

YouTube Reportages
- Willy Keurig en de Zwarte Piet discussie (2013)
- Willy Keurig en de Wilders speech (2014)
- Willy Keurig en de Hema boycot (2014)
- Willy Keurig en de vluchtelingenhel (2015)

## Theater
In 2016 besloot Fresku het theater in te stappen met zijn one-man cabaretvoorstelling Welkom bij de Fresku Show. Hij had het gevoel dat hij niet alles kwijt kon op zijn albums of tijdens optredens, waardoor hij zelf een theatershow maakte. In de show maakt hij gebruik van cabaret, rap en storytelling.
Theatershows
- Welkom bij de Fresku Show (2016-18), one-mancabaretvoorstelling
- Voordat het te laat is (2019)

## Filmografie
Films
- New Kids Turbo (2010)
- New Kids Nitro (2011)
- Schoolfeest (2011) (short film)
- MUTE (2013) (als voiceactor)
- Ron Goossens, Low Budget Stuntman (2017)

Televisieseries
- Smeris (1 aflevering, 2014)
- Random Shit (1 aflevering, 2019)

Videoclips
- Teemong - Paggarotti (2013)
- Yellow Claw & Yung Felix - Dancefloor Champion (2013)
- Douwe Bob - How Lucky We Are (2016)

YouTube-video's (met Teemong)
- T-Bone Bascalz (2007)
- Patrick Swayze (2008)
- Belasting (2008)
- Why (Suicide Man) (2008)
- Kill Me When I Cum (2008)
- Maíz Preciosa (2008)
- Bang (2009)
- Chewing Carrots (2010)
- Carnaval (met Dominee Boxmang) (2011)
- Somniloquy (2013)
- Gast (2014)
- Ha'ley fo Demba Ba (2014)
- Cynthia (2014)
- Richard Gere (2014)
- WE GO TO EAT THE PIZZA (2014)
- BITCHASSNIGGA (3 afleveringen, 2015)